# ممنوعیت تجارت برده در خلیج فارس
از مهم‌ترین مسائل دوران حکومت محمدشاه، بحث ممنوع کردن تجارت برده در خلیج فارس بود. برده‌داری نزدیک به دو دهه پیش در بریتانیا ممنوع اعلام شده بود و به مرور کشورهای اروپایی دیگر هم در پی ممنوعیت آن برآمدند. انگلیسی‌ها که رفته‌رفته نفوذ خود در خلیج فارس را افزایش می‌دادند، تصمیم گرفتند تا به تجارت برده از طریق این دریا پایان دهند. به همین منظور، همکاری دولت‌های اطراف مانند ایران، عثمانی و مسقط ضروری بود. پس از برقراری مجدد روابط ایران و بریتانیا و بازگشت مک‌نیل به ایران، او به دستور پالمرستون، وزیر امور خارجهٔ انگلستان، مأمور شد تا موضوع لغو برده‌داری در خلیج فارس را با دولت ایران مطرح کند. او مأموریت داشت تا ضمن تأکید بر تلاش جهانی برای پایان دادن به برده‌داری، به ایران وعده دهد که انگلستان، اسیران ایرانی در بند قبایل سنی را آزاد خواهد کرد. اما مک‌نیل، بنا به دلایل نامعلومی که شاید به بی‌اعتمادی دولت ایران نسبت به او به سبب نقشش در جنگ هرات مرتبط باشد، به دستور دولت خود عمل نکرد و بدون طرح مسئلهٔ لغو برده‌داری مدتی بعد ایران را ترک کرد. پس از او، کلنل جاستین شیل که یک اشراف‌زادهٔ ایرلندی بود، در سال ۱۸۴۶ میلادی وارد ایران شد. او در ۱۲ سال آینده نقش مهمی در روابط ایران و بریتانیا ایفا کرد.

## مذاکرات با جاستین شیل
از آنجا که انگلیسی‌ها با امامان مسقط قراردادی مبنی بر محدودیت تجارت برده در خلیج فارس امضا کرده بودند، پالمرستون به شیل توصیه کرد که این قرارداد را دستاویز آغاز مذاکرات نماید. شیل نامه‌ای به صدراعظم ایران، حاجی میرزا آقاسی، نوشت و در آن تقاضا کرد که «اولیای دولت ایران هم فرمانی برای مخالفت معاملهٔ سیاه‌ها در بندرهای ایران حاضر فرمایند.» او مدتی بعد شخصاً با آقاسی دیدار کرد و بنا به تقاضای صدراعظم، خواستهٔ خود را به‌صورت کتبی به استحضار دولت ایران رساند. او ضمن شرح قرارداد با مسقط و نظارت کشتی‌های جنگی انگلیسی بر جریان منع تجارت برده، تقاضا کرد که ایران هم با انگلیسی‌ها قرارداد مشابهی امضا کند. او این عمل را نیک و انسانی خواند و ایران را تشویق کرد که به خرید و فروش برده خاتمه دهد. اما از آنجایی که مسئلهٔ خرید و فروش انسان در دین اسلام مانعی ندارد، شاه با این مسئله مخالفت کرد. او در پاسخ به آقاسی نوشت:
شیل پس از دریافت پاسخ، در نامهٔ بعدی اظهار تاسف کرد و تجارت انسان را «معاملهٔ شنیعه» خواند و ضرر برده‌فروشان از ممنوعیت تجارت برده را منفعت نامید. او همچنین نظر مجتهدان تهران در باب مسئلهٔ خرید و فروش انسان را جویا شد. آن‌ها مسئله را مکروه اعلام کردند اما هیچ‌کدام آن را حرام ندانستند. شیل از کنسول انگلستان در بغداد خواست تا نظر مجتهدان کربلا و نجف را بپرسد اما محمدحسن آل یاسین ممنوع کردن یک حلال شرعی توسط یک قدرت دنیوی را غیرشرعی دانست. یکی از مجتهدان نجف هم برده‌داری را مکروه اعلام کرد اما ممنوعیت تجارت آن «از طریق دریا» را بلامانع دانست. شیل در نامهٔ خود به دولت ایران دربارهٔ شرعی بودن برده‌داری، عنوان کرد: «مسموع شد که خرید و فروش آن‌ها جایز است، نه این‌که اگر خرید و فروش ننمایند حرام و خلاف شرع باشد.» او در ادامهٔ نامه وضعیت بد بردگان در زمان به بردگی گرفته شدن و حمل و نقل اشاره کرد و منع برده‌داری را با تلاش‌های محمدشاه برای آزادی اسرای ایرانی در آسیای میانه مقایسه کرد. او ضمن گوشزد کردن قرارداد انگلیسی‌ها با عثمانی در همین رابطه، پذیرش خواستهٔ بریتانیا از سوی دولت ایران را عملی منحصربه‌فرد و سبب تحکیم دوستی طرفین قلمداد کرد. آقاسی در پاسخ به این نامه به تفاوت دین میان ایران و اروپا اشاره کرد و همچنین عنوان کرد که تجارت گستردهٔ برده در قلمروی عثمانی با وجود قرارداد آن‌ها با دولت بریتانیا، قابل توجه است. پس از این نامه‌نگاری‌ها، مسئله برای ۳ ماه مسکوت ماند.
جمادی‌الاول ۱۲۶۳ قمری، شیل در چند نامه، با زبان تهدید، انتظار درازمدت دولت انگلستان برای توقف تجارت برده در خلیج فارس از سوی ایران را گوشزد کرد. او از دولت ایران تقاضا کرد که در عمل به وعده‌های خود بیش از این تأخیر نکند و از دولت‌مردان ایرانی خواست که عملکرد دولت عثمانی در این مسئله را رصد کنند. حاجی میرزا آقاسی در ۱۸ جمادی‌الاول همان سال، به نامهٔ مزبور پاسخ داد. او انزجار دولت ایران از وضعیت بد بردگان را اعلام داشت و عنوان کرد که رعایای ایرانی به قتل و غارت بردگان نمی‌پردازند. آقاسی، عثمانی را مقصر تجارت برده در ایران دانست و گفت که در صورت ممنوعیت واردات برده به عثمانی، تجارت برده در ایران نیز خودبه‌خود متوقف می‌شود.

شاه ایران با اشاره به ناکام ماندن تلاش او برای فتح هرات و آزادسازی اسرای ایرانی به سبب تلاش‌های دولت انگلستان و اشغال نظامی جزایر جنوبی ایران توسط آنان، در پاسخ انگلیسی‌ها عنوان داشت:

اسرای من دویست سیصد هزار در بخارا و خیوه هستند. چرا مانع شدند اگر اسیر کردن بد است چرا آنجا عیب نیست.
محمدشاه با اشارهٔ مجدد به مسائل مرتبط با شرع اسلام، عنوان داشت که نمی‌تواند مانع مسلمان شدن بردگان وارداتی به ایران شود و «بدنامی عظیمی است برای من، این گناه بزرگی است، منع از مسلمانی کرده‌ام.» او همچنین خاطرنشان کرد که ایران قصد ندارد با کوتاه آمدن در برابر فشار انگلیسی‌ها تجربه‌های گذشته را تکرار کند. شیل در ۲۶ جمادی‌الاول، در نامه‌ای که مشخص نیست قبل از پاسخ محمدشاه نوشته شده یا بعد از آن، مخالفت سرسختانهٔ دولت ایران را بر پایهٔ مسائل مذهبی دانست و عنوان کرد که با توجه به انسداد وجه مذهبی مذاکره‌ها، دیگر دلیلی برای مخالفت وجود ندارد. در جمادی‌الثانی ۱۲۶۳ قمری شیل نامه‌های مکرری را برای شاه و صدراعظم ارسال کرد که طرف ایرانی بیشتر آن‌ها را بی‌پاسخ گذاشت. او در روز ۱۴ همان ماه، در نامه‌ای به آقاسی مخالفت ایران را بی‌دلیل دانست و از او خواهش کرد که نامه‌ها را به دست شاه برساند.
پاسخ صدراعظم به این نامه در دست نیست. اما از نامهٔ ارسالی جاستین شیل در تاریخ ۱۸ جمادی‌الثانی مشخص است که آقاسی برای او پاسخی ارسال کرده‌است. شیل در نامهٔ روز هجدهم به دولت‌هایی که به منع برده‌داری رضایت داده‌اند اشاره می‌کند و عنوان می‌دارد که پاسخی که از مجتهدان تهران دریافت کرده‌است، برای عدم وجود منع شرعی کفایت می‌کند. او همچنین از دولت ایران می‌خواهد که به نامه‌های بی‌پاسخ دوم، هشتم و دوازدهم همان ماه پاسخ بدهد. پس از توافق در ارزروم نسبت به مالکیت ایران بر خرمشهر و ممنوعیت اعمال شده از سوی عثمانی برای منع ورود برده از اروندرود به بصره، شیل به حاجی آقاسی نوشت که در خرمشهر بازار برده‌فروشی بزرگی وجود دارد و ضمن اشاره به نقش انگلستان در مذاکرات ارزروم، این مسئله را باعث لطمه به عهدنامهٔ انگلستان و عثمانی دربارهٔ ممنوعیت خرید و فروش برده در خلیج فارس دانست:

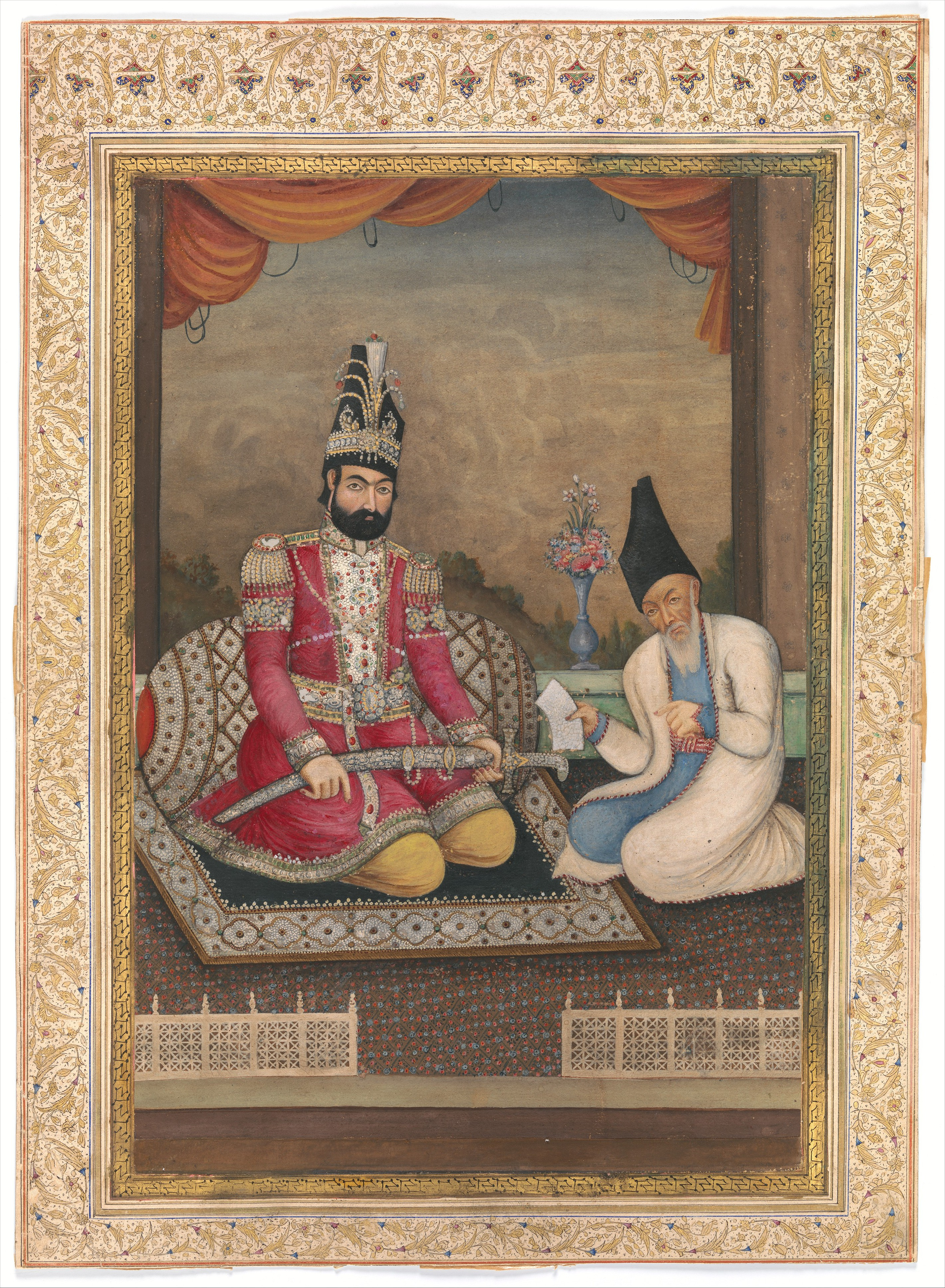
محمدشاه در کنار صدراعظم خود، حاجی میرزا آقاسی.

... ایا دولت ایران سزاوار می‌داند که بندر محمره (خرمشهر) که از سعی‌های موفره و ایستادگی‌های غیرمحصورهٔ امنای دولت انگلیس متعلق به ایران شد تبدیل به بازار بزرگی برای غلام و کنیز سیاه فروشی شود و دولت انگلیس ملاحظه نماید که سعی و کوشش خودشان بود که در محمره رواج بازار برده‌فروشی شده‌است…
محمدشاه مجدداً به بُعد مذهبی مسئله و شرع اسلام اشاره کرد:

خلاف مذهب من است، خلاف دین من است و من لم یحکم بما انزل الیه لیت هم الکافرون و هم المنافقون و الفاسقون آیهٔ صریح قرآن است. یک شوخی است که دولت انگلیس تأسف می‌خورند که چرا این هر سه فقره را که در قرآن است من قبول نمی‌کنم.
مسئلهٔ مهمی که در مخالفت سرسختانهٔ دولت ایران در برابر خواسته‌های انگلیسی‌ها وجود داشت، کمک مالی شیل به شورش سالار در خراسان بود. در همین خلال دولت انگلستان که با عثمانی، مسقط و شیخ‌نشین‌های عرب خلیج فارس قراردادی برای ممنوعیت خرید و فروش برده در این دریا امضا کرده بود، نیروی دریایی خود را مأمور گشت‌زنی در خلیج فارس نمود تا مانع کشتی‌های حمل برده یا مشکوک به حمل برده شود. شیل این خبر را در کنار مزایای لغو برده‌داری به اطلاع دولت ایران رساند. محمدشاه، در پاسخ به این نامه که آن را به آقاسی اعلام کرد، با یک اشارهٔ ضمنی به بی‌اعتمادی دولت ایران نسبت به سیاست‌های انگلستان، سرپیچی از ملاقات با حسین‌خان آجودان‌باشی، نمایندهٔ ایران در لندن، توسط ملکه ویکتوریا و لرد پالمرستون در پی اتفاقات پس از جنگ هرات را یادآوری و نسبت به صدمهٔ مأموران انگلیسی به شهروندان ایرانی ابراز گله کرد. در بایگانی وزارت امور خارجهٔ ایران چند نامهٔ دیگر مربوط به مسئلهٔ برده‌داری در خلیج فارس وجود دارد که فاقد تاریخ است. در یکی از این نامه‌ها هویداست که در زمان نقاهت محمدشاه رد و بدل شده‌است. جاستین شیل در یکی دیگر از پیام‌های خود به حکومت ایران، برای جلوگیری از دخالت علمای شیعه در این مسئله، به شاه گوشزد می‌کند که این یک مسئلهٔ دولتی است و به «ملاها» ارتباطی ندارد:

این یک امر دولتی است نه ملایی… موقوف فرمایند که به هیچ موجه مناسب نیست و بلکه بدآیند است.
ایران تمایلی به پذیرش درخواست انگلستان نشان نمی‌داد و مذاکرات بی‌نتیجه ادامه داشت. در همین اثنا، با ممنوعیت فروش برده در سواحل عربی خلیج فارس، مرکز فروش برده در منطقه به بندرهای ایرانی مانند بوشهر و بندر لنگه منتقل شد. این مسئله فشار انگلیسی‌ها بر دولت ایران را افزایش داد. شیل در نامه‌ای به پالمرستون نوشت: «من حرف‌های دیگری برای متقاعد کردن شاه ندارم… خواهش می‌کنم عقیدهٔ بهتری به من بدهید، این بحث‌ها نظر او را تغییر نخواهد داد.» پس از تأخیر وزارت امور خارجهٔ بریتانیا، شیل که پاسخی نگرفته بود، مجدداً به دولت خود نامه نوشت و توصیه کرد که رزم‌ناوهای انگلیسی کشتی‌های ایرانی حامل برده را توقیف کنند ولی پالمرستون موافق نبود، زیرا می‌توانست سبب شود تا روسیه نیز در دریای خزر دست به عمل مشابهی بزند. اما با تلاش‌های هنل، نمایندهٔ انگلیسی مقیم بوشهر، در رابطه با جلوگیری از تجارت برده توسط شیخ‌نشین‌های حاشیهٔ خلیج فارس، پالمرستون به شیل نوشت که ایران را نسبت به قطع دوستی از سوی انگلستان تهدید کند و دولت آن کشور را نسبت به بازرسی کشتی‌های عثمانی، شیخ‌نشین‌ها و ایران از سوی انگلیسی‌ها آگاه سازد. آقاسی این مرتبه مخالفتی جدی و شدید از خود نشان داد اما اسناد باقی‌مانده نشان می‌دهد که انگلیسی‌ها کشتی‌های ایرانی حامل برده را متوقف و جریمه می‌کردند. جاستین شیل اندکی بعد به لندن بازگشت. کلنل فرانسیس فرانت از هنگ سواره‌نظام بمبئی به‌طور موقت جایگزین او شد.

## مذاکرات با فرانسیس فرانت
ورود فرانت به ایران همزمان با آخرین مراحل امضای عهدنامهٔ ارزروم بود که انگلیسی‌ها در مذاکرات آن نقش مهمی داشتند. به همین دلیل، فرانسیس فرانت در یک نامهٔ مودبانه، عنوان کرد که انگلیسی‌ها در این مذاکرات، جانب ایران را گرفتند و از شاه خواست تا با امضای عهدنامهٔ مربوط به منع خرید و فروش برده در خلیج فارس، مقامات و مردم انگلستان را خوشحال سازد. در سند دیگری که موجود است، فرانت، در نامه‌ای که در پاسخ به نامهٔ آقاسی نوشته شده، از انتظار ۳ ماههٔ انگلیسی‌ها برای پاسخ دولت ایران می‌گوید و از صدراعظم می‌خواهد که برای مشخص شدن نتیجهٔ مذاکرات، پاسخ روشنی برای لرد پالمرستون بنویسد. آقاسی در پاسخ، جواب دولت ایران به این درخواست را به زمان امضای عهدنامه موکول می‌کند. در همین خلال، حمایت انگلیسی‌ها از آصف‌الدوله باعث آزرده شدن دولت ایران شد. زمانی که آصف‌الدوله برای حج در مکه بود حمایت انگلیسی‌ها از او به گونه‌ای بود که "بزرگان عثمانی در امضای هیچ امر به رضای او جنبش نمی‌کردند و خلاع گرانبها و بذل‌های گران او مفتخر و شادخوار بودند". حتی زمانی که سفیر ایران هدایای دولت خود را به دربار عثمانی تقدیم می‌کرد، آصف‌الدوله نقش واسطه را ایفا کرد که منجر به این شد که سفیر ایران نسبت به این عمل به سفیر انگلستان شکایت برد.
فرانت که از نارضایتی دولت ایران در این بابت آگاه بود، در نامهٔ خود به تاریخ ۱۶ جمادی‌الاول به دوستی ایران و انگلستان تأکید کرد و ضمن اشاره به شفافیت عملکرد مأموران انگلیسی، از دولت ایران خواست که به صراحت موافقت یا مخالفت خود را اعلام کنند. او به زیرکی نوشت که «اگر هم قبول ننمودند و وعده‌های خود را منظور ندارند مرقوم دهند.» در نامهٔ دیگری که در ۱۰ رجب نوشته شده‌است، فرانت نوشت که «... تمنا می‌نمایم که یک جواب روشن و صریح در این باب به اینجانب داده شود که آیا دولت علیهٔ ایران یک چنین فرمانی دایر به منع ورود غلام و کنیز از راه دریا صادر خواهد نمود یا نه؟... دولت انگلستان با نهایت نگرانی تصمیم دولت ایران را در این باب انتظار می‌کشد؛ بنابراین از جنابعالی خواهش می‌کنم که لطفاً یک جواب قطعی به اینجانب داده شود چون‌که دولت متبوع من به تأخیر زیاده از این رضایت نمی‌دهد.» او مهلت دولت ایران برای پاسخ را به همین روز محدود کرد زیرا پس از محدودیت تجارت برده در خلیج فارس، کشتی‌های ایرانی که شامل ممنوعیت‌های اعمال‌شده نمی‌شدند، به وسیله‌ای برای قاچاق برده تبدیل شده بودند و این وضع وزارت خارجهٔ بریتانیا را عصبانی کرده بود. سرانجام محمدشاه در این تاریخ رضایت داد که تجارت برده در خلیج فارس را ممنوع اعلام کند اما ممنوعیتی بر تجارت از طریق خشکی اعمال نکرد. او در پاسخ به آقاسی صدور این فرمان را به خاطر فرانت اعلام کرد و تأکید کرد که هنوز با دولت انگلیس اختلافاتی دارد: «این مرحمت فقط در حق فرانت صاحب می‌شود، من از او خشنود می‌باشم. من اجازه را فقط برای حسن رفتار فرانت می‌دهم واِلا بین ما و دولت انگلیس هنوز خیلی اختلاف وجود دارد.»
آقاسی ۳ فرمان به والیان فارس، اصفهان و خوزستان نوشت. در نامهٔ نوشته شده به والی فارس اعلام شده بود که با خطاکاران به شدت برخورد شود، اما در دو نامهٔ دیگر که البته طولانی‌تر بودند، به تنبیه اشاره نشده‌است. آقاسی صدور این نامه‌ها را در «موقعیت خاص» برمی‌شمارد که به نظر به وخامت سلامتی شاه اشاره دارد. صدراعظم در نامهٔ خود به انگلیسی‌ها از حفظ صمیمیت و روابط دوستانه سخن به میان می‌آورد و عنوان می‌دارد که وزرای ایران هم توقع دارند که وزرای انگلیسی نسبت به برآورده کردن خواسته‌های آنان از هیچ کوششی دریغ نکنند.